# Bocula calthula
Bocula calthula là một loài bướm đêm thuộc họ Noctuidae. Nó được tìm thấy ở Borneo và có thể cả Philippines.